# 富岡甘楽広域市町村圏振興整備組合
富岡甘楽広域市町村圏振興整備組合（とみおかかんらこういきしちょうそんけんしんこうせいびくみあい）は、群馬県富岡市、甘楽郡下仁田町、南牧村及び甘楽町の1市2町1村が設立している一部事務組合。

## 概要

### 事務所
- 富岡市富岡2486-7

### 主な事務内容
- 広域市町村圏計画の策定
- 広域市町村圏計画に基づく事業の実施についての連絡調整
- 母子生活支援施設の設置及び管理
- 視聴覚ライブラリーの設置及び管理
- 救急医療対策補助事業
- 看護師養成所の設置及び管理
- 農業共済事業
- 常備消防事務

### 組織
- 組合議会
  - 議員定数：15人
- 執行機関
  - 理事長（構成市町村長の互選）
  - 副理事長（構成市町村長の互選）
  - 収入役（理事長の属する市町村の収入役）
  - 監査委員：2人

## 常備消防事務

### 概要
- 消防本部：富岡市富岡1922-7
- 管内面積：488.52km2
- 職員定数：
- 消防署2カ所、分署4カ所、分遣所1カ所
- 主力機械（2020年4月1日現在）
  - 普通消防ポンプ自動車：5
  - 水槽付消防ポンプ自動車：4
  - 梯子付消防自動車：1
  - 化学消防車：1
  - 指揮車：1
  - 運搬車：6
  - 広報車：1
  - 資器材搬送車：2
  - 救急自動車：9
  - 救助工作車：1
  - 指令車：8

【主力機械に関する参考文献：平成17年度消防防災年報（群馬県総務局消防防災課）】

### 沿革
- 1971年9月1日　富岡甘楽広域市町村圏振興整備組合を設立。

### 組織
- 本部 - 総務課、予防課、警防課、通信指令室
- 消防署

### 消防署
| 消防署       | 住所                          | 分署                                                                                   | 分遣所                               |
| ------------ | ----------------------------- | -------------------------------------------------------------------------------------- | ------------------------------------ |
| 富岡消防署   | 富岡市富岡1922-7              | 甘楽：甘楽郡甘楽町大字小川328-1 一ノ宮：富岡市一ノ宮1607-2 妙義：富岡市妙義町中里298-1 | なし                                 |
| 下仁田消防署 | 甘楽郡下仁田町大字下小坂162-1 | 南牧：甘楽郡南牧村大字大日向1039-1                                                     | 西牧：甘楽郡下仁田町大字南野牧6079-5 |